# Highest Castle, Deepest Grave
Highest Castle, Deepest Grave é o primeiro episódio da quarta temporada da série Hawaii Five-O,  Exibido originalmente em 14 de Setembro de 1971 pela emissora CBS. No elenco de astros convidados destaca-se a presença do ator Herbert Lom e da atriz France Nuyen.

## Sinopse
Dois esqueletos de um casal desaparecido há 10 anos são encontrados durante uma investigação arqueológica. O homem era sócio de um influente empresário da ilha, o Sr. Mondrago (Interpretado por Herbert Lom). Já a mulher, é a ex-esposa do personagem de Lom. McGarrett (Jack Lord), ao interrogar Mondrago, suspeita que ele esconde algo, assim sendo, o leva a suspeitar que Mondrago matou seu parceiro e sua ex-mulher por vingança. Mas a chave da história é a filha de Mondrago, Sirone (papel de France Nuyen), que é identica a sua mãe.

## Elenco

### Estrelando
- Jack Lord como Steve McGarrett
- James MacArthur como Dan Williams
- Zulu como Kono Kalakaua
- Kam Fong como Chin Ho Kelly

### Também Estrelando (Atores Semi-Regulares)
- Al Eben como Doc
- Harry Endo como Che Fong

(Nota: Herman Wedemeyer, ator que interpretou o Sgt/Det Duke Lukela da 4ª a 12ª temporada, participa deste episódio interpretando outro personagem, o Juiz. Portanto, não foi incluído como Ator Semi-Regular).

### Astros convidados
- Herbert Lom como Mondrago
- Jeff Corey como Duncan
- France Nuyen como Sirone Mondrago
- William Edwards como Dr. Ventnor
- Herb Jeffries como Professor
- Moe Keale como Akea
- William Quinn como Shawn
- Don G. Doolittle como Promotor Público
- Herman Wedemeyer como o Juiz

## Produção
- Roteiro: Joseph Than, Elick Moll
- Visualização: Jerome Coopersmith
- Consultor da História: Will Lorin
- Direção: Charles S. Dubin
- Diretor-Assistente: Dan McCauley
- Produtor: William Finnegan
- Produtor Executivo: Leonard Freeman
- Produtor Associado: James Heinz
- Produtor-Supervisor: Bob Sweeney
- Música-Tema e Trilha Sonora: Morton Stevens
- Supervisão Musical: Don B. Ray
- Som: Bud Alper
- Diretor de Fotografia: Robert L. Morrison
- Edição: Jack Gleason, A.C.E.
- Diretor de Arte: Jack Collins
- Decorador de Set: Buck Henshaw
- Figurino: Richard Egan
- Maquiagem: Keester Sweeney
- Gerente de Produção: Bernard Oseransky
- Assist. do Gerente de Produção: Richard Dixon
- Elenco: Bob Busch
- Filmado em um filme de 35mm